# Anacampseros rufescens
Anacampseros rufescens är en tvåhjärtbladig växtart som först beskrevs av William Henry Harvey, och fick sitt nu gällande namn av Robert Sweet. Anacampseros rufescens ingår i släktet Anacampseros och familjen Anacampserotaceae. Inga underarter finns listade i Catalogue of Life.

## Bildgalleri

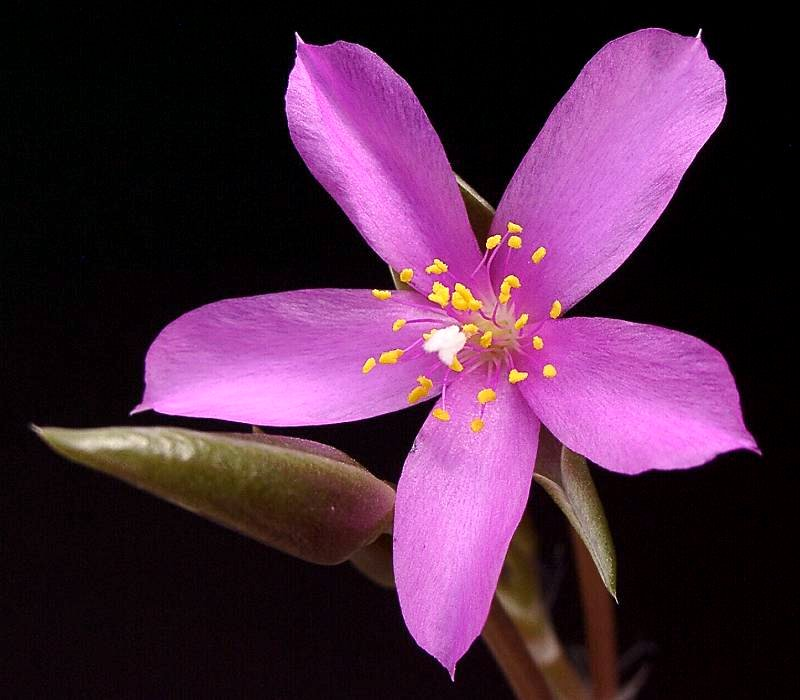
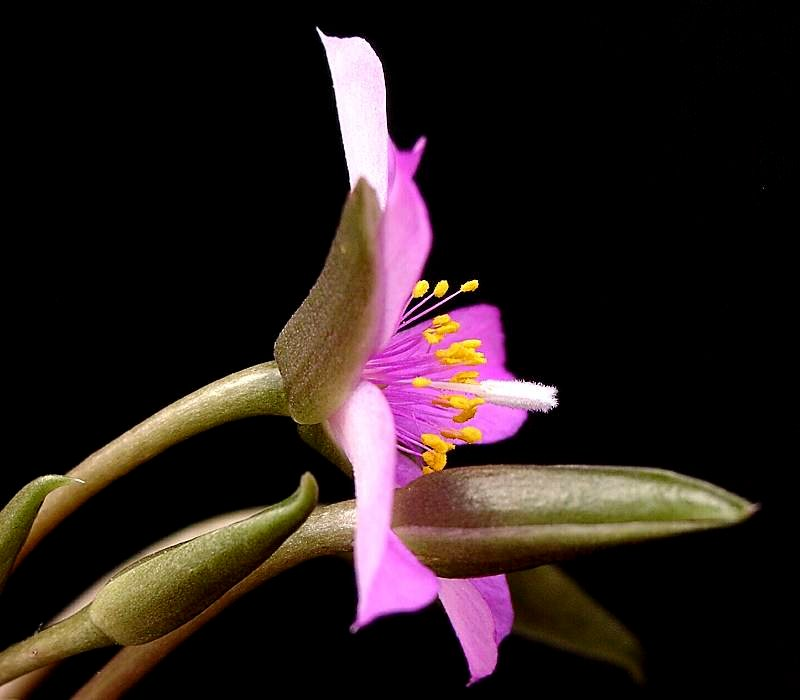
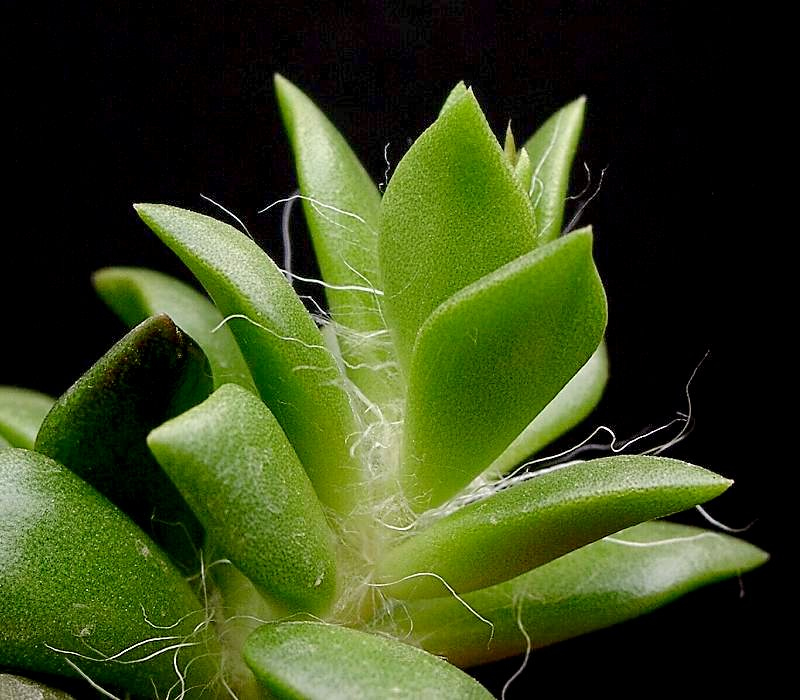